# معسكر موسالا
معسكر موسالا كان عبارة عن معسكر اعتقال في كونييتش في البوسنة والهرسك يديره جيش جمهورية البوسنة والهرسك والذي تم استخدامه لاحتجاز صرب البوسنة والهرسك وكروات البوسنة والهرسك.

## التاريخ
تم القبض على السجناء الصرب في البداية خلال العمليات العسكرية المشتركة التي قام بها مجلس الدفاع الكرواتي وقوات الدفاع الإقليمية البوسنية في القرى المحيطة ببلدية كونييتش في مايو 1992. بينما تم نقل العديد من الرجال إلى معسكر سيليبيتشي تم نقل بعضهم إلى صالة موسالا الرياضية في كونييتش. تم تحويل الصالة الرياضية إلى مركز احتجاز. في الحرب الكرواتية البوسنية تم استخدام المعسكر أيضا لاحتجاز الكروات من قبل جيش جمهورية البوسنة والهرسك.
طبقا لشهود عيان في 15 يونيو 1992 أُمر المعتقلون بأخذ مقاعدهم في صالة الألعاب الرياضية بالمعسكر أثناء قصف المعسكر من قبل جيش جمهورية البوسنة والهرسك وبالتالي منعهم من الاحتماء بينما ذهب حراس المعسكر للاختباء في مكان أكثر أمان. ونتيجة لذلك قُتل 13 سجين صربي وأصيب عشرات آخرون بجروح خطيرة أو طفيفة.
في يوليو 2013 اتُهم إبرو ماتشيتش وهو عضو سابق في جيش جمهورية البوسنة والهرسك بالمعاملة اللاإنسانية وسوء معاملة السجناء في المعسكر من أبريل إلى أكتوبر 1993. وبحسب لائحة الاتهام أمر ماتشيتش مع بعض جنود جيش جمهورية البوسنة والهرسك الآخرين باعتداءات جنسية على أربعة سجناء. تعرضوا للضرب والاعتداء الجنسي وحرق أعضائهم التناسلية. في عام 2015 حُكم على ماتشيتش بالسجن لمدة عشر سنوات بعد إدانته بالمشاركة في سوء المعاملة والاعتداء الجسدي والعقلي والجنسي على العديد من السجناء الصرب والكروات. كما أُدين ماتشيتش بارتكاب مذبحة راح ضحيتها أربع نساء صربيات مسنات في قرية بلاكا.
في عام 2016 اتُهم الشرطي العسكري السابق أدهم جيليتش بارتكاب جرائم حرب ضد المدنيين في منطقة كونييتش بما في ذلك ضرب وإساءة معاملة المحتجزين الكروات والصرب في المعسكر. جيليتش الذي كان مدير المنشأة بالإنابة أُدين في نوفمبر 2017 وحُكم عليه بالسجن تسع سنوات وتم تخفيف عقوبته بعد استئناف إلى ست سنوات في مايو 2018.